# Veyrier
Veyrier là một đô thị of the bang Genève, Thụy Sĩ.
Đô thị này có diện tích 6,5 km2, dân số năm 2007 là 9677 người.